# Jordan Wilimovsky
Jordan Wilimovsky, né le 22 avril 1994 à Malibu en Californie, est un nageur américain.

## Palmarès

### Championnats du monde
- Championnats du monde 2015 à Kazan (Russie) :
  -  Médaille d'or du 10 km en eau libre

- Championnats du monde 2017 à Budapest (Hongrie) :
  -  Médaille d'argent du 10 km en eau libre